# Die Siedler DS
Die Siedler ist ein Aufbaustrategiespiel, das von Blue Byte entwickelt und am 12. Juli 2007 von Ubisoft für den Nintendo DS erschien.

## Spielprinzip
Die Steuerung wurde an den Nintendo Handheld angepasst und erfolgt somit in erster Linie über den Touchpen. Der obere Bildschirm wird hauptsächlich für die Darstellung von Statistiken und der Übersichtskarte verwendet. Im unteren sieht man die Siedlung und kann sie steuern, wobei man die beiden Ansichten durch die linke Schultertaste tauschen kann. In dem kleinen Bildschirm der Konsole wurden zwei Zoomstufen integriert.

## Entwicklung
Die Grafik-Engine wurde für den Handheld komplett neu entwickelt.
Das Spiel wurde mehrfach verschoben.

## Rezeption
Es handle sich um eine originalgetreue Portierung von Die Siedler II – Veni, Vidi, Vici. Das Gameplay erzeuge weiterhin eine gewisse Sucht. Technisch sei es jedoch schwach: Fehleingaben beim Touchscreen, stark ruckelige Grafik und ausbleibender Sound trüben den Eindruck. Zudem fehle ein Mehrspielermodus. Das Spielprinzip sei zwar zeitlos, die Steuerung passabel, aber die Bildfrequenz breche immer wieder ein. Nach modernen Maßstäben muss man den Klassiker als unzeitgemäß abwerten.
Da Die Siedler 2 als Vorlage gewählt wurde, sorge das Spiel für gewisse Nostalgie. Es gäbe jedoch kein Tutorial für Einsteiger, die Menüs seien stark verschachtelt. Beraterfiguren oder eine Sprachausgabe fehlen. Das Spiel besäße massive technische Probleme: So könne mit nur einem freien Speicherplatz trotz langer Spieldauer von Kampagne und freiem Spiel nicht abwechselnd gespielt werden. Starke Abwertungen gab es für häufiges Einfrieren. Aufgrund der offensichtlich mangelhaften Qualitätssicherung rief 4Players öffentlich zur Reklamation beim Händler auf. Die Veröffentlichung sei ein technisches Desaster.